# Почтовая станция (Усть-Долыссы)
Почтовая станция — историческое здание в деревне Усть-Долыссы Невельского района Псковской области. Расположена на автодороге Р23, адрес – Ленинградская улица, 19, 19А, 19Б. Выявленный объект культурного наследия России.
Входит в комплекс почтовых станций шоссе Петербург — Киев, построенных в 1840—1850-х годах по типовому проекту. На участке Опочка—Невель аналогичная станция второго разряда построена в Опочке. До конца 1917 года служила почтовой станцией, с 1919 по 1926 год в здании работал Народный театр. Позднее использовалась как санаторий, кинотеатр, здесь размещались различные учреждения. По состоянию на 2025 год в зданиях бывшей почтовой станции располагается местная администрация, отделение почты, библиотека, магазин.

## История

### Почтовая станция
В 1840-х годах шоссе Петербург—Киев с целью спрямления было проложено частично по новой трассе. Трасса была разбиты на «прогоны» по 20—25 вёрст, на границах которых строились почтовые станции. Здесь предъявлялись подорожные, оплачивались последующие прогоны, менялись лошади, предоставлялся ночлег и т. д. На участке между Опочкой и Невелем были построены новые почтовые станции — в Опочке, Звонах, Балашах, Заречье, Линце, Усть-Долыссе и Невеле. Из них только опочецкая и долысская, как наиболее важные, были выполнены по проекту станций второго разряда, все остальные станции были третьего (низшего) разряда. Строительство велось по типовому проекту почтовых станций, изданному в 1846 году, и являющемуся развитием типового проекта 1843 года. Для всех станций был принят единый вариант оформления главного фасада — в «готическом» стиле.
Почтовые станции строились за казённый счёт (стоимость некоторых станций доходила до 30 тыс. рублей):256 и принимались в эксплуатацию Почтовым ведомством, которое направляло офицера для осмотра почтовых станов и архитектора. Почтовое ведомство полностью оснащало станции всем необходимым. На каждую станцию государство ежегодно выделяло небольшую сумму денег на «мелочный» ремонт. По свидетельству К. К. Случевского, совершившего несколько поездок по Динабургскому шоссе в свите великого князя Владимира Александровича в конце XIX века, почтовые станции были «отнюдь не худшими многих вокзалов наших железных дорог»:254.
Почтовая станция Долыссы была построена в 1852 году в глубоком лесу, в нескольких верстах от старой деревни Долыссы. В течение полувека вокруг станции строились дома поселенцев и предпринимателей, и старая деревня Долыссы потеряла свою значимость.
Станция относилась ко второму разряду станций и занимала квадратный участок, на котором вдоль лицевой стороны располагался станционный дом и, симметрично по сторонам, — двое ворот в кирпичной ограде. Набор помещений станционного дома составляли залы для приезжающих, комнаты содержателя гостиницы с кухней, комната для записи подорожных и туалеты в дворовой пристройке. Все служебные и хозяйственные постройки были объединены под общей крышей и располагались вдоль боковых и тыловой границ участка станции. Слева — квартира смотрителя с кухней, изба для ямщиков, сарай, туалет для ямщиков, справа — погреб, амбар, навес для экипажей. Кровля станционного дома была из листового железа, хозяйственные службы и флигеля покрывались гонтом. Замыкала двор длинная конюшня. Конюшня была полукаменной, стойловые места были выгорожены деревянными перегородками. Количество стойловых мест было кратно количеству троек. Посреди двора был устроен колодец. Двор со всех сторон окружала ограда в виде каре.
По состоянию на 1863 год к почтовой станции было приписано 47 лошадей, в 1870 — 10, в 1880 – 9. В почтовом дорожнике за 1906 год станция уже не упоминается. На станции принималась «всякого рода почтовая корреспонденция», в справочнике 1907 года указано действующее почтовое отделение Долысы. К началу XX века почтмейстером был местный житель А. В. Котов.
19 июня 1894 года на станции останавливался великий князь Владимир Александрович со свитой, следовавший из Опочки в Невель. Так как станция имела достаточное количество комнат, все необходимые удобства и так называемую «царскую половину», она была выбрана местом ночлега августейшего гостя. Для великого князя были приготовлены четыре комнаты: кабинет, спальня, уборная с ванной и комната для дежурного человека. Все помещения были обставлены роскошной мебелью и вновь отделаны по случаю высочайшего проезда. Лица, сопровождавшие великого князя, разместились в остальных комнатах станции. Владимира Александровича встречала делегация старейшин Невельского уезда, которая преподнесла его высочеству хлеб-соль, и предводитель Невельского уездного дворянства Николай Николаевич Евреинов. Рядом со станцией были устроены цветочные арки, между которыми были три большие ёлки, украшенные разноцветными бумажными фонарями. На следующий день, после завтрака, великий князь отбыл в Невель.

### Народный театр
В 1919 году заведующий почтовой станцией А. В. Котов организовал Усть-Долысский центральный потребительский кооператив и в бывшем дорожном здании организовал Народный дом. Здесь были созданы самодеятельный театр, кружок кройки и шитья, читальня с небольшим количеством книг.
6 октября 1919 года невельская газета «Молот» в статье «Пример, достойный подражания» писала: «Усть-Долысским Центральным Кооперативом заканчиваются работы по оборудованию Народного театра, имеющего целью обслужить район прилегающих четырёх волостей. Стараниями гр. Котова было исходатайствовано помещение, принадлежавшее Шоссейному Ведомости, для театра, библиотеки, динамо-машины, проведения электричества в них и в ближайшей деревне. Для постановки спектаклей на зимний сезон приглашены артисты Московских Государственных театров и другие профессиональные силы под режиссерством известной артистки Эфрон. <…> Кроме спектаклей предполагается открытие народной аудитории, в которой будет прочитан ряд лекций по сельскому хозяйству, лесным вопросам, по огородничеству и т. п.».
Организацией театра руководила Елизавета (Лиля) Яковлевна Эфрон, сестра мужа Марины Цветаевой. Театральным оформителем и художником по костюмам была Магда Нахман. В 1923 году Елизавета Яковлевна писала в письме брату: «От голода <я> сделалась актрисой. Единственная профессия, которая оплачивалась лучше. Я сделалась и актрисой, и Хлестаковым. Про меня печатали в газетах как об актрисе Художественного театра. Эта моя эпопея невероятна. Я была режиссером, героиней, комической старухой, Магда декоратором. Конечно, самовольно я бы никогда на сцену не пошла, но было так: или умирай, или играй и ври, что ты актриса со стажем».
Первый концерт в Народном театре состоялся 8 ноября 1919 года и был приурочен ко второй годовщине Октябрьской революции. В начале концерта философ М. В. Бахтин прочёл лекцию «Об искусстве». После выступил Невельский симфонический оркестр. Через неделю после первого концерта в театре был дан другой концерт, сопровождавшийся лекцией о М. В. Ломоносове, прочитанной местным историком и преподавателем литературы Н. И. Зориным.
Репертуар театра был богат: ставились пьесы Чехова, Островского, Пушкина, Толстого, Потехина, проводились музыкально-поэтические чтения. К Рождеству устраивались детские вечера с постановками басен Крылова, повестей Диккенса, Стаховича, исполнялись инсценировки народных песен.
В постановках, помимо Эфрон, участвовали местные жители, о которых Магда Намхан писала в письмах: «…Участвуют любители, почти все и в театре не были, совершенно некультурны. Развязать их, объяснить, что жесты, дикция, игра, ансамбль – всё-таки очень много. Очень много, что постановках нет фальши и дурного вкуса». Пианистом на вокальных концертах был приват-доцент юридического факультета Петербургского университета М. М. Носков. 
В отчётах газеты «Молот» о культурных мероприятиях в деревнях под Невелем, в обзорах концертов и спектаклей театр Усть-Долысс удостоился особой похвалы за качество своих постановок и, в частности, за профессионально выполненные костюмы и сценические декорации. Зал в 120 мест был всегда полон: люди приходили за несколько вёрст, чтобы увидеть спектакль или послушать концерт. Даже старообрядцы, жившие в нескольких общинах вокруг Усть-Долысс, посещали «Народный дом», или «Станцию», как они его называли.
Лиля Эфрон покинула Усть-Долыссы в сентябре 1920 года, Магда Нахман последовала за Лилей в Москву той же осенью. Театр работал до 1926 года. В 1932 году работа театра ненадолго возобновилась в деревне Кубок.

### Советский период
После закрытия театра здесь размещалось автотрансагентство и гостиница. В 1935 году здание почтовой станции было отремонтировано и в нём был открыт Дом отдыха всесоюзного значения, просуществовавший до 1941 года. Во время оккупации Усть-Долысс вермахтом в 1941—1943 годах здесь размещался немецкий военный госпиталь и комендатура. Во время боёв за посёлок здание сохранилось, но было сильно повреждено. 
После войны в этом доме разместился дорожный участок. В 1950-х годах в здании находился кинотеатр «Тарзан» и радиоузел. В 2011 году в зданиях бывшей почтовой станции размещалась местная администрация, почта, библиотека (с 2004 года), галантерейный магазин, конюшни перестроены в жилые дома.
В декабре 2024 года комплекс бывшей почтовой станции включён в перечень выявленных объектов культурного наследия.

## Описание
Почтовая станция расположена на трассе Санкт-Петербург—Киев, с южной стороны дороги. Комплекс сооружений включает станционный дом, занимающий осевое расположение и ориентированный вдоль шоссе, каменную ограду и служебные постройки вдоль боковых границ участка.
Станционный дом представляет собой одноэтажное, прямоугольное в плане здание под вальмовой крышей. Тип перекрытий — плоские по деревянным балкам. Наружные стены выложены из полнотелого керамического кирпича на известковом растворе. Композиция главного фасада решена в 7 осей. Под оконными проёмами, имеющими стрельчатое завершение, размещены филёнки. Оконные переплёты, имеющие сложный готический рисунок расстекловки, частично сохранились. Центральная часть главного фасада подчёркнута ризалитом. Углы здания имеют раскреповки, завершëнные столбиками. Цоколь главного фасада облицован пилеными известняковыми блоками. Над главным входом сохранился навес на массивных чугунных литых кронштейнах.
Каменная ограда выложена из полнотелого керамического кирпича и оштукатурена, разделена на равные прясла выступающими из плоскости стены филенчатыми пилонами готической формы. Горизонтальное членение представлено штукатурным цоколем и профилированной карнизной тягой, выступающими относительно прясла стены. По состоянию на 2025 год штукатурный слой на большей части ограды утрачен, кирпичная кладка сильно деструктирована. Створы ворот не сохранились. Во внутреннем дворе комплекса сохранились служебные постройки – изба для ямщиков, амбар и конюшня.
В сквере перед зданием находится братское кладбище воинов, погибших в 1941—1943 годах, объект культурного наследия регионального значения. 